# Henrik Pontoppidan

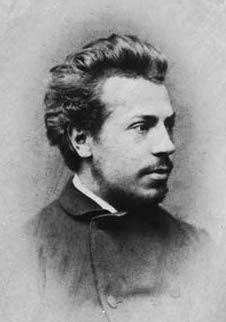
Henrik Pontoppidan

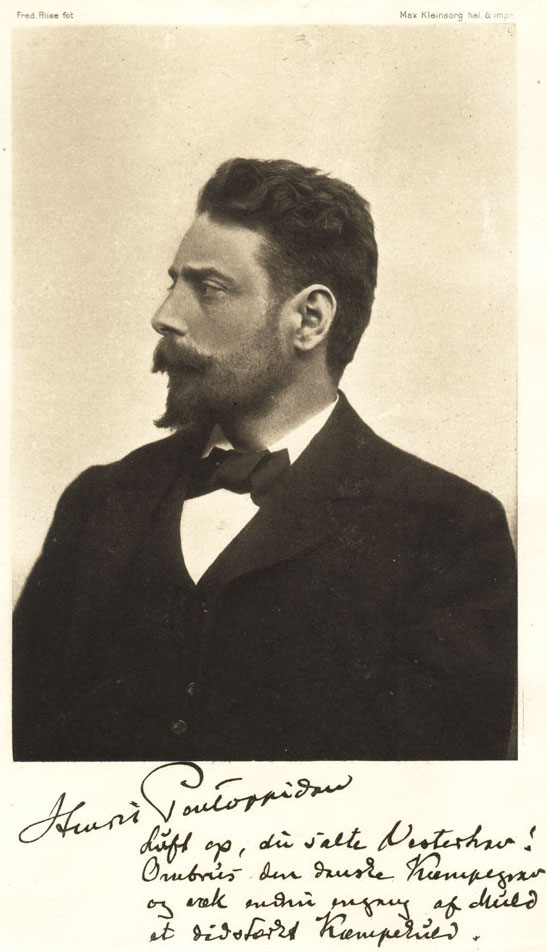
Henrik Pontoppidan (1890)

Henrik Pontoppidan (24. července 1857, Fredericia – 21. srpna 1943, Kodaň) byl dánský prozaik, nejvýznamnější představitel dánského naturalismu a kritického realismu, nositel Nobelovy ceny za literaturu z roku 1917 (společně s dalším dánským spisovatelem Karlem Adolphem Gjellerupem).

## Život
Pontoppidan se narodil jako syn pastora ve Fredericii. Nechtěl se však stát teologem a začal studovat na technice přírodní vědy a matematiku. Brzy však studium opustil a neuspokojila ho ani krátká zkušenost učitelská na vyšší lidové škole. Jako osmnáctiletý pěšky procestoval Dánsko, Německo a Švýcarsko, což mu poskytlo bohatý materiál pro jeho spisovatelskou činnost. Počátky jeho literární tvorby byly ovlivněny přírodními náměty a lidovými pověstmi, ve svých povídkách líčil neutěšenou sociální realitu dánského venkova. Později se však ústředním motivem jeho díla staly otázky lidské existence, zejména osudy prostých venkovských lidí, ale také zklamání těch, kdo marně hledají uskutečnění svých životních ideálů. Jeho stěžejními díly jsou pak tři romány o dánské společnosti: naturalistický Det forjattede land (Země zaslíbená), vývojově pojatý Lykke Per (Šťastný Per) a společenskokritický De dodes rige (Říše mrtvých).
Pontoppidanovo dílo je protknuto vášnivým soucitem k útrapám nižších vrstev a zvláštním skeptickým humorem, namířeným proti frázovitosti klamného idealismu. Pontoppidan neustále usiloval o zobrazení mravních hodnot lidského života a odkrýval nesoulad mezi vznešenými, ale prázdnými hesly a neutěšenou životní realitou. Roku 1917 obdržel společně s dalším dánským spisovatelem Karlem Adolphem Gjellerupem Nobelovu cenu za literaturu „… za jeho dokonalé obrazy současného dánského života“ (citace z odůvodnění Švédské akademie).

## Dílo
- Stäkkede Vinger (1881, Přistřížená křídla), sbírka povídek, autorův literární debut.
- Sandinge Menighed (1883, Náboženská obec Sandinge), román, kritika módního křesťanství.
- Landsbybilleder (1884, Vesnické obrázky), sbírka povídek,
- Ung elskov (1885, Mladá láska), novela,
- Fra Hytterne (1887, Z chaloupek), sbírka povídek,
- Folkelivsskildringer (1888-1890), dva svazky
- Skyer (1889, Mraky), novela, kritický obraz dánské společnosti s výraznými sociálními aspekty.
- Kronniker (1890, Fejetony), sbírka pohádek, resp. bajek. Do dalších vydání této knihy zařadil autor ještě krátkou pohádku Orneflugt (1894, Orlí let). Jde o parafrázi pohádky Hanse Christiana Andersena Ošklivé kačátko s naruby postaveným ponaučením, že „není nic platné vylíhnout se z orlího vejce, jestliže pocházíme z kachního dvorku“.
- Det forjattede land (1891-1895, Země zaslíbená), třídílný román líčící neúspěch a zklamání mladého teologa, který opustí své prostředí zámožných společenských vrstev a odchází na venkov za „přirozeným životem“. Ožení se s venkovským děvčetem a pokouší se vedle kněžského působení také hospodařit. Nezíská však kontakt s lidmi, zklame jako kněz, sedlák i manžel, nervově se zhroutí a v poblouznění umírá.
- Minder (1893, Vzpomínky), román,
- Den gamle Adam (1894, Starý Adam), román o síle erotických pohnutek.
- Nattevagt (1895, Noční hlídka), román, hledání smyslu umění.
- Höjsang (1896, Píseň písní), román,
- Lykke Per (1898-1904, Šťastný Per), vývojově pojatý román líčí životní dráhu technicky nadaného Pera Sidenia uniknout z rodného kněžského prostředí. Per studuje techniku, má velkolepé plány na industrializaci Dánska a na technický pokrok v zemi, pronikne do bohatých a nekonvenčně svobodomyslných kruhů v Kodani, chystá se oženit s dcerou zámožné židovské rodiny, ukáže se však, že síla rodného prostředí jej drží ocelovou rukou. Nakonec zjistí, že nejvíce ze všeho jej uspokojuje život osamělého askety a skončí jako cestář na jutském venkově. Perovo zdánlivé životní ztroskotání je však ve skutečnosti projevem jeho osobní vůle, jíž došel k poznání sebe sama. Román vycházel postupně a má osm částí.
- Borgmestr Hoeck og hans hustru (1905, Starosta Hoeck a jeho žena) a Den kongeliege (1908, Královský host), novely s náměty manželských problémů.
- Det store spöglese (1907, Velké strašidlo), novela o nesmyslném pocitu viny.
- De dodes rige (1912-1916, Říše mrtvých), pětidílný román zklamání a ztroskotání, nejpesimističtější Pontoppidanovo dílo. Kniha vyznívá jako fatalistická vidina posledního soudu, život je jen zlý sen, říše stínů, ve které se tančí na vlastních hrobech.
- Et karlighedseventyr (1927, Milostné dobrodružství), román s milostným námětem.
- Mands himmering (1927, Zlaté časy), satira na válečné spekulanty.
- Undervejs til mig seiv (1943, Cestou k sobě samému), čtyřdílné paměti.

## Česká vydání
- Mladá láska, Jan Otto, Praha 1895,
- Dědictví, Jan Otto, Praha 1898,
- Červená Karkulka a jiné povídky, Topič, Praha 1921, překlad Milada Krausová-Lesná,
- Královský host, Československé podniky tiskařské a vydavatelské, Praha 1921, překlad Hanuš Hackenschmied,
- Starosta Hoeck a jeho žena, Nakladatelské družstvo Máje, Praha 1939, překlad Arnošt Kraus,
- Šťastný Per, Odeon, Praha 1980, překlad František Fröhlich.